# Muhlenbergia ligulata
Muhlenbergia ligulata là một loài thực vật có hoa trong họ Hòa thảo. Loài này được (E.Fourn.) Scribn. & Merr. mô tả khoa học đầu tiên năm 1901.